# Ivan Andoljšek
Ivan Andoljšek, slovenski organizator šolstva in pedagoški pisec, * 18. september 1909, Hrovača (Ribnica), † 24. september 1992, Ljubljana.

## Življenje in delo
Rodil se je očetu Ivanu st. in materi Ivani (roj. Kljun).
Od 1934 je poučeval na ljudskih in meščanskih šolah. Leta 1937 je končal študij pedagogike na ljubljanski Filozofski fakulteti. Leta 1940 je na Univerzi v Ljubljani opravil profesorski izpit. Med vojno je bil v letih 1942-1943 interniran v italijanskih taboriščih v Trevisu in Gonarsu. Po osvoboditvi je med drugim poučeval na gimnaziji v Novem mestu in na učiteljišču, bil od 1954 bibliotekar v knjižnici Milana Jarca v Novem mestu, 1960-1974 pa pedagoški svetovalec za izobraževanje odraslih na Zavodu za šolstvo Socialistične republike Slovenije. Organizacijsko in publicistično si je prizadeval za sodobnejšo šolo, za psihološko utemeljen osnovnošolski pouk, za dopolnilno izobraževanje učiteljev in za ustreznejšo družinsko vzgojo. Napisal je tridelno monografijo Naš začetni bralni pouk in učbeniki zanj, o našem začetnem bralnem pouku, kjer so naši abecedniki in čitanke od 1550-1949 prvič primerjalno obdelani z bibliografskega, leposlovnega, tehničnega,  metodičnega, in nacionalnega vidika. V tem delu je podal mnoga nova dejstva in popravil številne stare pomote.

## Nagrade
- Trdinova nagrada, 1957
- nagrada Sklada Borisa Kidriča, 1979
- Red zaslug za ljudstvo s srebrno zvezdo, 1974